# 煞車

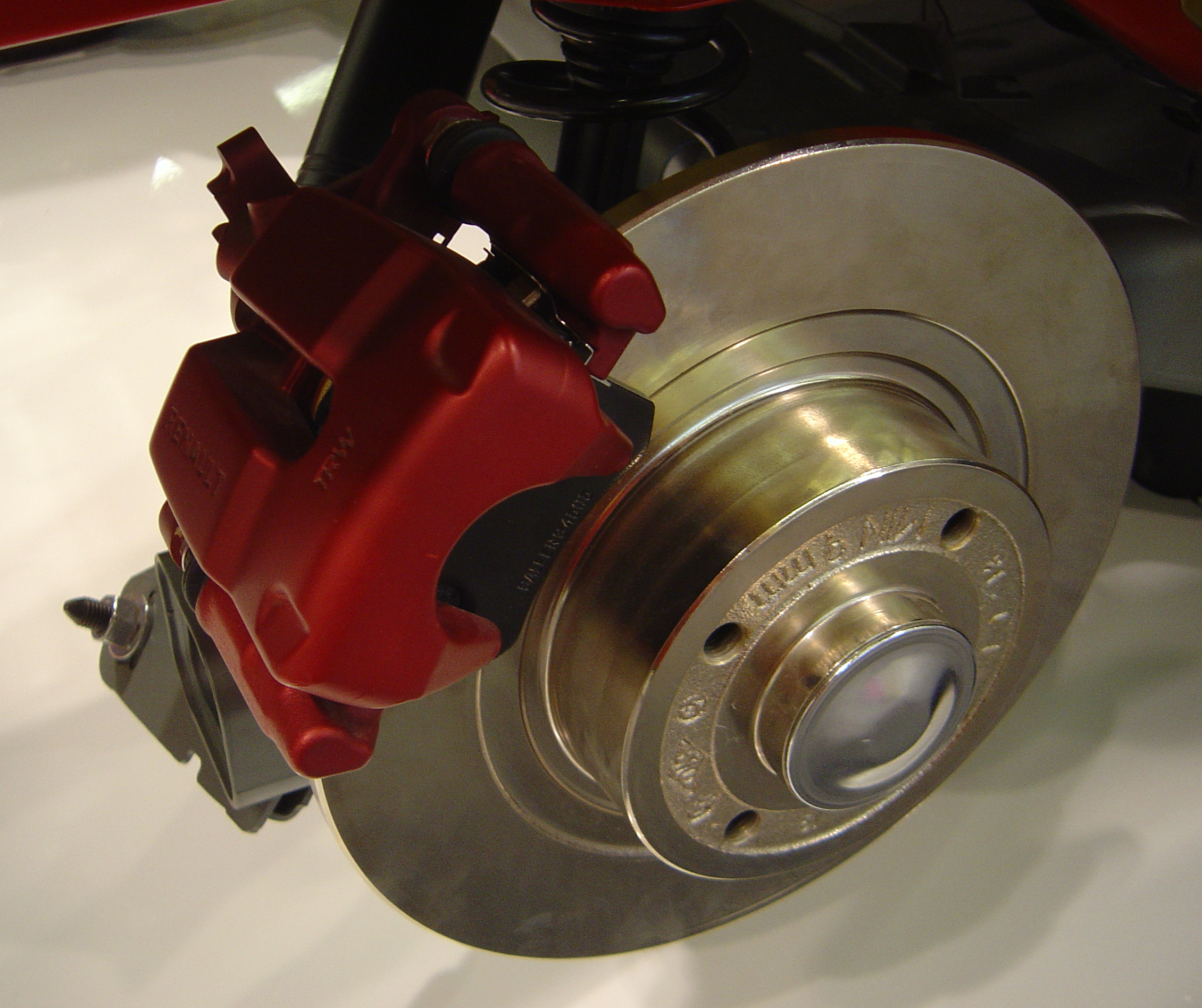
車用碟煞系統近照

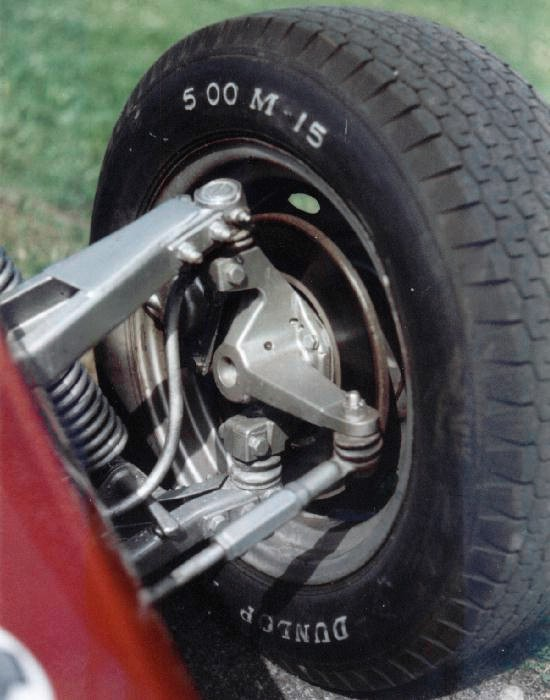
車用碟煞常裝在輪上

刹车，是指一种令交通工具从前进中停止下來的制动系统，通过使车辆车轮的转动减慢来停車。一般来说，都是通过以生铁或复合陶瓷（材料有碳、二氧化硅或Kevlar纤维等）制成的刹车片，连接到车轴上，与刹车片来产生摩擦力而使汽车停止。另外，对于大型车辆及铁路车辆，有使用液压、空气制动或电阻制动等其他刹停车辆的方法。

## 历史
刹车的机制从1890年在英国开始发展，于1902年在伯明翰取得专利，并大量生产。

## 刹车的种类

### 鼓刹
鼓式制动由制动鼓和制动蹄片组成。制动鼓的外形像脸盆，由散热性能好的金属制成，随同车轮一同旋转。制动蹄片安装在固定不动的刹车底板上，两片弧形的制动蹄片组成一个直径略小于制动鼓的圆，伸进制动鼓之中。踩刹车时，驱动机构将圆形的制动蹄片张开，具有高摩擦性能的制动蹄片与制动鼓的内表面发生剧烈摩擦，迫使旋转中的制动鼓逐渐减速直至停止旋转。相互摩擦的过程中，刹车鼓的动能被转化成热能，使车辆减速至停止。

### 碟刹
盘式制动由制动盘和制动钳组成。制动盘形状像旋转餐桌的薄片转盘，也是由金属制成，与车轮同轴旋转。制动钳是固定不转的，它横跨在制动盘的两侧形成“钳式”。制动过程中，驱动机构促使制动钳夹住制动盘的两侧盘面，钳上镶嵌的摩擦片剧烈地摩擦制动盘，迫使其转速降低直至停止。

## 碟式刹车与鼓式刹车优缺点比较

### 鼓式刹车

#### 优点
自刹作用：鼓式刹车有良好的自刹作用，由于刹车来令片外张，车轮旋转连带着外张的刹车鼓扭曲一个角度（当然不会大到让人很容易看出来）刹车来令片外张力（刹车制动力）越大，则情形就越明显，因此，一般大型车辆还是使用鼓式刹车，除了成本较低外，大型车与小型车的鼓刹，差别可能只有大型使用气动辅助，而小型车采用真空辅助来帮助刹车。而在环保方面鼓刹比較不会散发金属微粒。
成本较低：鼓式刹车制造技术层次较低，也最先用于刹车系统，因此制造成本要比碟式刹车低。

#### 缺点
由于鼓式刹车刹车来令片密封于刹车鼓内，造成刹车来令片磨损后的碎屑无法散去，影响刹车鼓与来令片的接触面而影响刹车性能。散热性能較碟式刹车差，在制动过程中会聚集大量的热量。制动蹄片和轮鼓在高温影响下较易发生极为复杂的变形，容易产生制动衰退和振抖现象，引起制动效率下降。

### 碟式刹车

#### 优点
由于刹车系统没有密封，因此刹车磨损的细削不到于沉积在刹车上，碟式刹车的离心力可以将一切水、灰尘等污染向外抛出，以维持一定的清洁。此外由于碟式刹车零件独立在外，要比鼓式刹车更易于维修。散热快，重量轻，构造简单，调整方便。高负载时耐高温性能好，制动效果稳定，而且不怕泥水侵袭，在冬季和恶劣路况下行车，盘式制动比鼓式制动更容易在较短的时间内令车停下。需要更高散热效率时，制动盘会开许多小孔，加速通风散热提高制动效率。

#### 缺点
对制动器和制动管路的制造要求较高，摩擦片的耗损量较大，成本贵，而且由于摩擦片的面积小，相对摩擦的工作面也较小，需要的制动液压高，必须要有助力装置的车辆才能使用，所以只能适用于轻型车上，而散發出的金屬微粒可能造成呼吸道疾病。除了成本较高，基本上皆优于鼓式刹车。

## 与刹车相关的系统
- 防锁死刹车系统（Anti-lock Braking System；简称ABS）
- 牽引力控制系統或循迹控制系統（Traction Control System；简称TCS）
Traction在车辆工程上是指车轮在路面上产生最大摩擦力但又不打滑，当汽车的车轮即將打滑时，这时车轮有最大的牵引力，电脑可通过控制刹车力道或降低引擎转速來避免车轮打滑，让车轮保持在打滑边缘也就是循迹能力最好的时候，若給不同驱动轮不同的刹车力道，有助于左右两个车轮分別位在干燥和湿滑路面時保持车辆稳定。
- 刹车优先系统（Brake Overide System）
當行車電腦在同時收到煞車及油門訊號時，會優先處理煞車訊號，避免因為油門訊號導致車輛暴衝。
- HAC上坡辅助系统
為搭載HAC上坡輔助系統之車輛在斜坡起步時，往往由於駕駛從煞車到油門時間差而造成車輛下滑，配備HAV上坡輔助系統之車輛則能在電腦系統偵測車輛下滑或傾向時，主動施以煞車，以提供駕駛充裕時間的踩油門並提供順暢起步
- BAS刹車輔助系統
根據踩踏煞車踏板力道及速度主動經由車載電腦系統判斷情況與否，提供最強大的制動力避免事故發生
- MGU-K
是動力回收系統的一種，可以將煞車時產生的熱能轉換為電能，並儲存至電池內，再輸出至馬達成為動力

## 外部連結
- Using Ceramics, Brakes Are Light but Cost Is Heavy （页面存档备份，存于）
- Disc brake pads Free video content from CDX eTextbook